# Aleksey Petrovich của Nga
Đại vương công Aleksey Petrovich của Nga hay Tsarevich Aleksey Petrovich của Nga (tiếng Nga: Алексей Петрович Романов; 28 tháng 2 năm 1690 – 7 tháng 7 năm 1718) là Thái tử của Nga đồng thời là trữ quân kế vị rõ ràng cho ngai vàng Nga từ lúc sinh ra cho đến năm 1718.
Là con trai cả của Pyotr I Đại đế và Sa hậu Yevdokiya Lopukhina, Aleksey có một vị trí danh giá trong triều đình Nga, ông là Tsesarevich chính thức của Nga trong thời gian dài dưới thời trị vì của Pyotr I Đại đế. Trưởng thành thiếu vắng hình ảnh của mẹ và không có quan hệ tốt đẹp với cha, Aleksey nhiều lần để lại tai tiếng cho vua cha Pyotr và chính phủ Đế chế Nga bằng những cuộc nổi loạn đào tẩu ra nước ngoài. Vào năm 1718, Aleksey bị kết án tử hình vì âm mưu nổi loạn chống lại cha mình, trong thời gian bị giam giữ, ông đã qua đời sau 2 ngày bị kết án. Sau khi ông qua đời, người con trai duy nhất của ông là Pyotr Alekseyevich trở thành người kế vị mới của nước Nga.

## Tuổi thơ và giáo dục
Aleksey Petrovich sinh ngày 18 tháng 2 năm 1690 tại Cung điện Preobrazhensky, Moskva, Nga, là con trai đầu lòng của Sa hoàng Pyotr I của Nga và người vợ đầu tiên của ông là Sa hậu Yevdokiya Lopukhina. Để kỳ vọng cho người kế vị mới vừa sinh ra, vào ngày 17 tháng 3, ông được đặt tên Aleksey theo tên của ông nội Sa hoàng Aleksey Mikhailovich của Nga. Những năm đầu đời Aleksey sống dưới sự nuôi dưỡng của bà ngoại và sau đó là mẹ, đặt biệt là mẹ ông, người đã khai thác bầu không khí coi thường cha ông, cuộc hôn nhân không mấy hạnh phúc của cha mẹ đã khởi đầu cho một quan hệ không tốt đẹp của Aleksey với Pyotr I sau này. Cho đến 6 tuổi ông được dạy kèm bởi Nikifor Vyazemsky, tại đây ông không được nhận một sự tôn trọng nào từ người gia sư, Aleksey được nhận định là một học sinh yếu kém và Nikifor Vyazemsky thường xuyên đánh đập Aleksey vì việc học hành của ông. Năm 1698 sau khi Sa hoàng nghi ngờ Sa hậu có người tình riêng, Pyotr đã giam dữ mẹ ông tại Tu viện Suzdal Intercession. Trong khoảng thời gian lớn lên, Aleksey đã trở thành bạn của những người không có chuẩn mực, những người này thường xuyên rủ ông đi uống rượu và dạy ông về lối sống không có tính trung thực. Tuy nhiên điều này không kéo dài được bao lâu khi Aleksey dần được cha yêu cầu phụ giúp ông trong việc huấn luyện các tân binh ở Moskva.

## Sự nghiệp
Năm 1703, Aleksey được lệnh theo quân đội ra thực địa với tư cách binh nhì trong một trung đoàn pháo binh. Năm 1704, Aleksey góp mặt trong trận đánh chiếm Narva. Vào thời kỳ này, các gia sư của Aleksey có cái nhìn cao nhất về khả năng của ông. Aleksey có khuynh hướng quan tâm mạnh mẽ đối với khảo cổ học và giáo hội học. Tuy nhiên, Pyotr I đã mong muốn Aleksey với tư cách là người kế vị cống hiến hết mình cho việc phục vụ nước Nga mới, và yêu cầu Aleksey phải cống hiến không ngừng để duy trì sự giàu có và quyền lực của đất nước. Năm 1708, được cha cử đến Smolensk để chuẩn bị tích lũy vũ khí và tân binh cho việc chống lại Karl XII của Thụy Điển. Ở tuổi 19, Aleksey đến Dresden, tại đây ông được học tiếng Pháp, tiếng Đức và bao gồm cả toán học và một ít kiến thức về quân sự, sau khi kết thúc việc học tập Aleksey gặp gỡ và tỏ ý muốn kết hôn với Công nữ Charlotte của Braunschweig-Wolfenbüttel, đám cưới diễn ra tại Torgau, Đức vào ngày 14 tháng 10 năm 1711, cuộc hôn nhân không diễn ra tốt đẹp được bao lâu thì Aleksey lại tỏ thái độ chán ghét với Charlotte. Mùa thu năm 1712, Aleksey đi cùng cha trong chuyến thị sát đến Phần Lan. Ngay lập tức khi trở về từ Phần Lan, Aleksey được cha cử đến Staraya Russa và Hồ Ladoga để xem việc đóng tàu mới, trong nhiệm vụ này Pyotr I không hài lòng với tính cách thường tỏ ra chán ngáy với mọi thứ và sự thiếu nhiệt tình của con trai. Khi đã thẳng thắng yêu cầu Aleksey thể hiện sự tiến bộ hơn, đáp lại lời cha, Aleksey bày tỏ thái độ ngỗ ngược hơn bằng cách tự bắn vào cánh tay phải của mình. Năm 1715, người con trai Pyotr Alekseyevich ra đời vào 23 tháng 10, thì một tháng sau Charlotte qua đời và Aleksey ngày càng không quan tâm đến công việc quốc gia.
Ngày 26 tháng 8 năm 1716 khi Aleksey đang ở nước ngoài, Pyotr I đã viết thư cho ông về việc Aleksey nếu muốn tiếp tục vị trí của người thừa kế danh giá phải tham gia cùng ông và quân đội ngay lập tức. Về việc Aleksey, ông đã bỏ trốn đến Vienna, Áo dưới sự che chở của anh rể là Karl VI, Hoàng đế La Mã. Hành động đào tẩu sang nước ngoài cố ý tránh mặt đã khiến Pyotr I cảm thấy bị xúc phạm nặng nề, Pyotr I cho rằng Aleksey chạy trốn sang nước khác là âm mưu của một vụ bê bối và xem nó như một sự sỉ nhục đối với triều đình Nga, được lệnh của nhà vua, Bá tước Pyotr Tolstoy lập tức bằng mọi giá đưa Aleksey trở lại Nga. Song, Aleksey sẽ chỉ đồng ý quay lại gặp mặt cha với điều kiện ông sẽ không bị trừng phạt, và vào ngày 31 tháng 1 năm 1718, Thái tử có mặt tại Moskva. Nhanh chóng, Pyotr I đã ra lệnh yêu cầu điều tra về vụ đào tẩu của Aleksey. Vào ngày 18 tháng 2, Aleksey tống tiền những người bạn của mình và buộc họ phải đưa ra lời khai giả, và sau đó Aleksey công khai từ bỏ việc kế vị ngai vàng để ủng hộ con trai mình Đại vương công Pyotr Alekseyevich (sau là Pyotr II của Nga). Vào tháng 4 năm 1718, những lời nói dối của Aleksey áp đặt lên bạn bè bị vạch trần. Ngay tại thời điểm này đối với Pyotr I, Aleksey không khác gì những tên khủng bố với những lời nói dối trắng trợn, để cô lập con trai cha ông đã ra lệnh trừng phạt nặng, vụ việc này khiến cho bạn bè ông bị trừng phạt bằng hình thức Execution wheel, và tất cả những người hầu xung quanh Aleksey đều bị chặt đầu hoặc bị cắt lưỡi.

## Qua đời
Mặc dù Aleksey là trọng tâm trong vụ bê bối đào tẩu sang ngoại quốc và Pyotr I đã hứa rằng sẽ không có sự trừng phạt đối với ông. Nhưng vụ tai tiếng này đã lên đến Thượng viện điều hành và Hội đồng lớn của Nga. Vào trưa ngày 24 tháng 6, 126 thành viên của cả Thượng viện và thẩm phán bao gồm cả tòa án đã tuyên bố Aleksey có tội và phải kết án tử hình, các quyết định vẫn thuộc về Pyotr I, và ông đã thể hiện sự tuyệt vọng rõ về các quan chức chính phủ đã không có sự khoan hồng dành cho con trai ông. Vào ngày 26 tháng 6, sau những cuộc tra tấn Aleksey qua đời tại Pháo đài Pyotr và Pavel ở Sankt-Peterburg hai ngày trước khi án tử hình đến với ông.

## Con cái
Sau đây là 2 người con của Thái tử Aleksey Petrovich và Công nữ Charlotte:
| Ảnh | Tên                 | Năm sinh - Mất                             | Ghi chú                          |
| --- | ------------------- | ------------------------------------------ | -------------------------------- |
|     | Natalya Alekseyevna | 21 tháng 7 năm 1714 – 3 tháng 12 năm 1728  | Qua đời năm 14 tuổi              |
|     | Pyotr Alekseyevich  | 23 tháng 10 năm 1715 – 30 tháng 1 năm 1730 | Sau là Hoàng đế Pyotr II của Nga |

## Tổ tiên
| \| \| \| \| \| \| \| \| \| \| \| 8. Mikhail I của Nga \| \| \| \| \| \| \| \| \| \| \| \| \| \| \| \| \| \| \| \| \| \| \| \| \| \| \| \| \| \| \| \| \| \| \| \| \| \| \| \| \| \| \| \| \| \| \| \| \| \| \| 4. Aleksey I của Nga \| \| \| \| \| \| \| \| \| \| \| \| \| \| \| \| \| \| \| \| \| \| \| \| \| \| \| \| \| \| \| \| \| \| \| \| \| \| \| \| \| \| \| \| \| \| \| \| \| \| \| \| \| \| \| \| \| \| \| \| 9. Yevdokiya Lukyanovna Streshnyova \| \| \| \| \| \| \| \| \| \| \| \| \| \| \| \| \| \| \| \| \| \| \| \| \| \| \| \| \| \| \| \| \| \| \| \| \| \| \| \| \| \| \| \| \| \| \| \| \| \| \| \| \| \| \| \| \| \| \| \| 2. Pyotr I của Nga \| \| \| \| \| \| \| \| \| \| \| \| \| \| \| \| \| \| \| \| \| \| \| \| \| \| \| \| \| \| \| \| \| \| \| \| \| \| \| \| \| \| \| \| \| \| \| \| \| \| \| \| \| \| \| \| \| \| \| \| 10. Kirill Poluektovich Naryshkin \| \| \| \| \| \| \| \| \| \| \| \| \| \| \| \| \| \| \| \| \| \| \| \| \| \| \| \| \| \| \| \| \| \| \| \| \| \| \| \| \| \| \| \| \| \| \| \| \| \| \| \| \| \| \| \| \| \| \| \| 5. Natalya Kirillovna Naryshkina \| \| \| \| \| \| \| \| \| \| \| \| \| \| \| \| \| \| \| \| \| \| \| \| \| \| \| \| \| \| \| \| \| \| \| \| \| \| \| \| \| \| \| \| \| \| \| \| \| \| \| \| \| \| \| \| \| \| \| \| 11. Anna Leontyevna Leontyeva \| \| \| \| \| \| \| \| \| \| \| \| \| \| \| \| \| \| \| \| \| \| \| \| \| \| \| \| \| \| \| \| \| \| \| \| \| \| \| \| \| \| \| \| \| \| \| \| \| \| \| \| \| \| \| \| \| \| \| \| 1. Aleksey Petrovich, Tsarevich của Nga \| \| \| \| \| \| \| \| \| \| \| \| \| \| \| \| \| \| \| \| \| \| \| \| \| \| \| \| \| \| \| \| \| \| \| \| \| \| \| \| \| \| \| \| \| \| \| \| \| \| \| \| \| \| \| \| \| \| \| \| 12. Abraham Nikitich Lopukhin \| \| \| \| \| \| \| \| \| \| \| \| \| \| \| \| \| \| \| \| \| \| \| \| \| \| \| \| \| \| \| \| \| \| \| \| \| \| \| \| \| \| \| \| \| \| \| \| \| \| \| \| \| \| \| \| \| \| \| \| 6. Fyodor Abramovich Lopukhin \| \| \| \| \| \| \| \| \| \| \| \| \| \| \| \| \| \| \| \| \| \| \| \| \| \| \| \| \| \| \| \| \| \| \| \| \| \| \| \| \| \| \| \| \| \| \| \| \| \| \| \| \| \| \| \| \| \| \| \| \| \| \| \| \| \| \| \| \| \| \| \| \| \| \| \| \| \| \| \| \| \| \| \| \| \| \| \| \| \| \| \| \| \| \| \| \| \| \| \| \| \| \| \| \| \| \| \| \| \| \| \| \| \| \| \| \| \| \| \| 3. Yevdokiya Fyodorovna Lopukhina \| \| \| \| \| \| \| \| \| \| \| \| \| \| \| \| \| \| \| \| \| \| \| \| \| \| \| \| \| \| \| \| \| \| \| \| \| \| \| \| \| \| \| \| \| \| \| \| \| \| \| \| \| \| \| \| \| \| \| \| 14. Bogdan Rtischev \| \| \| \| \| \| \| \| \| \| \| \| \| \| \| \| \| \| \| \| \| \| \| \| \| \| \| \| \| \| \| \| \| \| \| \| \| \| \| \| \| \| \| \| \| \| \| \| \| \| \| \| \| \| \| \| \| \| \| \| 7. Ustinya Bogdanovna Rtischeva \| \| \| \| \| \| \| \| \| \| \| \| \| \| \| \| \| \| \| \| \| \| \| \| \| \| \| \| \| \| \| \| \| \| \| \| \| \| \| \| \| \| \| |                                         |  |  |  |  |  |  |  |  |                      |  |  |  |
| |                                         |  |  |  |  |  |  |  |  | 8. Mikhail I của Nga |  |  |  |
| |                                         |  |  |  |  |  |  |  |  |                      |  |  |  |
| |                                         |  |  |  |  |  |  |  |  |                      |  |  |  |
| |                                         |  |  |  |  |  |  |  |  |                      |  |  |  |
| | 4. Aleksey I của Nga                    |  |  |  |  |  |  |  |  |                      |  |  |  |
| |                                         |  |  |  |  |  |  |  |  |                      |  |  |  |
| |                                         |  |  |  |  |  |  |  |  |                      |  |  |  |
| |                                         |  |  |  |  |  |  |  |  |                      |  |  |  |
| | 9. Yevdokiya Lukyanovna Streshnyova     |  |  |  |  |  |  |  |  |                      |  |  |  |
| |                                         |  |  |  |  |  |  |  |  |                      |  |  |  |
| |                                         |  |  |  |  |  |  |  |  |                      |  |  |  |
| |                                         |  |  |  |  |  |  |  |  |                      |  |  |  |
| | 2. Pyotr I của Nga                      |  |  |  |  |  |  |  |  |                      |  |  |  |
| |                                         |  |  |  |  |  |  |  |  |                      |  |  |  |
| |                                         |  |  |  |  |  |  |  |  |                      |  |  |  |
| |                                         |  |  |  |  |  |  |  |  |                      |  |  |  |
| | 10. Kirill Poluektovich Naryshkin       |  |  |  |  |  |  |  |  |                      |  |  |  |
| |                                         |  |  |  |  |  |  |  |  |                      |  |  |  |
| |                                         |  |  |  |  |  |  |  |  |                      |  |  |  |
| |                                         |  |  |  |  |  |  |  |  |                      |  |  |  |
| | 5. Natalya Kirillovna Naryshkina        |  |  |  |  |  |  |  |  |                      |  |  |  |
| |                                         |  |  |  |  |  |  |  |  |                      |  |  |  |
| |                                         |  |  |  |  |  |  |  |  |                      |  |  |  |
| |                                         |  |  |  |  |  |  |  |  |                      |  |  |  |
| | 11. Anna Leontyevna Leontyeva           |  |  |  |  |  |  |  |  |                      |  |  |  |
| |                                         |  |  |  |  |  |  |  |  |                      |  |  |  |
| |                                         |  |  |  |  |  |  |  |  |                      |  |  |  |
| |                                         |  |  |  |  |  |  |  |  |                      |  |  |  |
| | 1. Aleksey Petrovich, Tsarevich của Nga |  |  |  |  |  |  |  |  |                      |  |  |  |
| |                                         |  |  |  |  |  |  |  |  |                      |  |  |  |
| |                                         |  |  |  |  |  |  |  |  |                      |  |  |  |
| |                                         |  |  |  |  |  |  |  |  |                      |  |  |  |
| | 12. Abraham Nikitich Lopukhin           |  |  |  |  |  |  |  |  |                      |  |  |  |
| |                                         |  |  |  |  |  |  |  |  |                      |  |  |  |
| |                                         |  |  |  |  |  |  |  |  |                      |  |  |  |
| |                                         |  |  |  |  |  |  |  |  |                      |  |  |  |
| | 6. Fyodor Abramovich Lopukhin           |  |  |  |  |  |  |  |  |                      |  |  |  |
| |                                         |  |  |  |  |  |  |  |  |                      |  |  |  |
| |                                         |  |  |  |  |  |  |  |  |                      |  |  |  |
| |                                         |  |  |  |  |  |  |  |  |                      |  |  |  |
| |                                         |  |  |  |  |  |  |  |  |                      |  |  |  |
| |                                         |  |  |  |  |  |  |  |  |                      |  |  |  |
| |                                         |  |  |  |  |  |  |  |  |                      |  |  |  |
| |                                         |  |  |  |  |  |  |  |  |                      |  |  |  |
| | 3. Yevdokiya Fyodorovna Lopukhina       |  |  |  |  |  |  |  |  |                      |  |  |  |
| |                                         |  |  |  |  |  |  |  |  |                      |  |  |  |
| |                                         |  |  |  |  |  |  |  |  |                      |  |  |  |
| |                                         |  |  |  |  |  |  |  |  |                      |  |  |  |
| | 14. Bogdan Rtischev                     |  |  |  |  |  |  |  |  |                      |  |  |  |
| |                                         |  |  |  |  |  |  |  |  |                      |  |  |  |
| |                                         |  |  |  |  |  |  |  |  |                      |  |  |  |
| |                                         |  |  |  |  |  |  |  |  |                      |  |  |  |
| | 7. Ustinya Bogdanovna Rtischeva         |  |  |  |  |  |  |  |  |                      |  |  |  |
| |                                         |  |  |  |  |  |  |  |  |                      |  |  |  |
| |                                         |  |  |  |  |  |  |  |  |                      |  |  |  |